# چیستا
چیستا ایزدبانوی ایرانی است که در اوستا به‌معنای علم، دانش، فرزانگی و معرفت آمده‌است. همچنین چیستا، دارندهٔ راه‌های خوب و آموزنده و راهنمای راه‌های خوب نیز دانسته می‌شود. به‌همین‌دلیل، او را ایزدبانوی دانش نیز می‌دانند. او را ایزدبانویی می‌دانند که به‌همراه سروش، همیشه میترا را همراهی می‌کنند. سپیدپوش است و در طرف چپ مهر است. واژه‌ی چیستی به‌معنی اندیشیدن و دانستن نیز از این واژه مشتق شده‌است. پوروچیستا، کوچک‌ترین دختر زرتشت نیز از همین کلمه ترکیب یافته و به‌معنای بسیار دانا و پُردان است.